# Monoglicerídeo

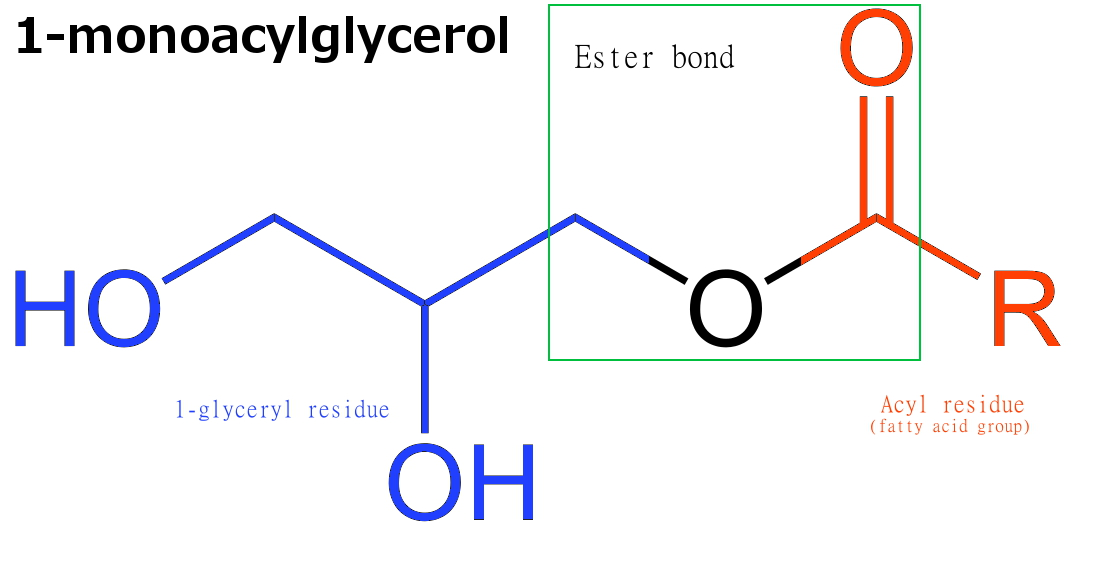
Estrutura molecular do 1-monoacilglicerol

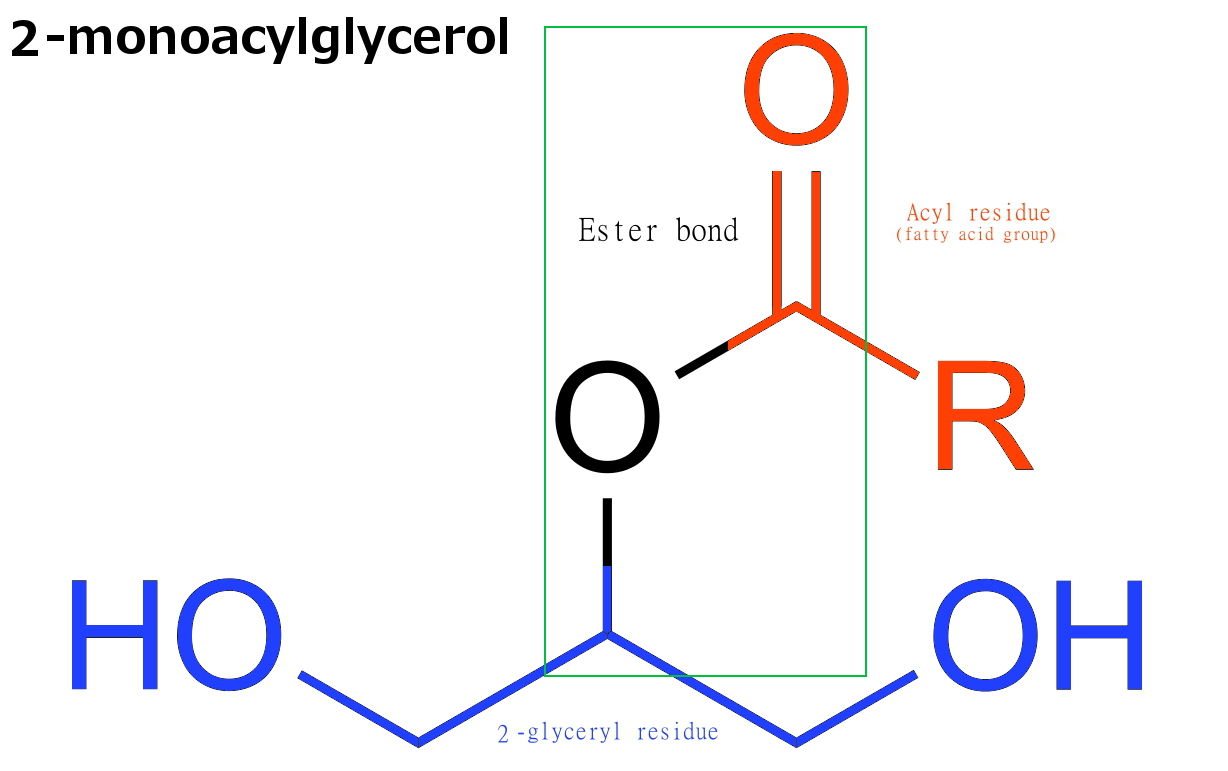
Estrutura molecular do 2-monoacilglicerol

Monoglicerídeos (também: acilgliceróis ou monoacilgliceróis) são uma classe de glicerídeos compostos por uma molécula de glicerol ligada a um ácido graxo por meio de uma ligação éster. Como o glicerol contém grupos de álcool primário e secundário, podem ser formados dois tipos diferentes de monoglicerídeos: 1-monoacilgliceróis, em que o ácido graxo está ligado a um álcool primário, ou 2-monoacilgliceróis, em que o ácido graxo está ligado ao álcool secundário.

## Síntese
Os monoglicerídeos são produzidos biológica e industrialmente e estão naturalmente presentes em níveis muito baixos (0,1-0,2%) em alguns óleos de sementes, como azeite de oliva, óleo de canola e óleo de semente de algodão. Eles são biossintetizados por meio da hidrólise enzimática dos triglicerídeos pela  lipase lipoprotéica e da hidrólise enzimática dos diglicerídeos pela lipase de diacilglicerol; ou como um intermediário na alcanoilação do glicerol para formar gordura. Vários monoglicerídeos são farmacologicamente ativos (por exemplo, 2-oleoilglicerol, 2-araquidonoilglicerol).
A produção industrial é obtida principalmente por uma reação de glicerólise entre triglicerídeos e glicerol. As matérias-primas comerciais para a produção de monoacilgliceróis podem ser óleo vegetal ou gordura animal.

## Usos
Os monoglicerídeos são usados principalmente como tensioativos, geralmente na forma de emulsificantes. Juntamente com os diglicerídeos, os monoglicerídeos são comumente adicionados a produtos alimentícios comerciais em pequenas quantidades como "E471" (Mono- e diglicerídeos de ácidos graxos), o que ajuda a evitar a separação de misturas de óleos e água. Os valores fornecidos nos rótulos nutricionais para gordura total, gordura saturada e gordura trans não incluem aqueles presentes nos mono e diglicerídeos, pois as gorduras são definidas como sendo triglicerídeos. Eles também são frequentemente encontrados em produtos de panificação, bebidas, sorvetes, chicletes, gordura, coberturas, margarina, pastas e manteiga de amendoim, e confeitos. Em produtos de panificação, os monoglicerídeos são úteis para melhorar o volume e a textura do pão e como agentes antimofo. Esta classe de glicerídeos também pode ser usada para aumentar a estabilidade física da formação de cremes em bebidas lácteas.

## Exemplos

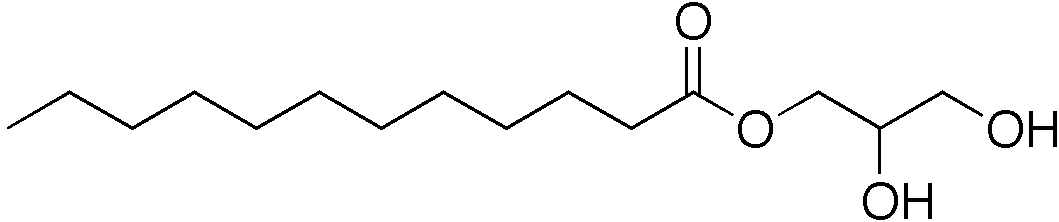
Monolaurina, comumente usada em cosméticos e como aditivo alimentar
Monoestearato de glicerol, usado em alimentos como agente espessante, emulsificante e conservante
Hidroxiestearato de glicerila, encontrado em uma variedade de produtos cosméticos e de cuidados com a pele